# Johann Baptist Gänsbacher
Johann Baptist Gänsbacher (Vipiteno, 1778. május 8. – Bécs, 1844. július 13.) osztrák zeneszerző.

## Életpályája
1778. május 8-án született az olaszországi Vipitenóban. Iskolamester és zenetanár édesapja vállalta fia korai nevelését, amelyet a fiú különféle mesterek keze alatt folytatott egészen 1802-ig, amikor is az ünnepelt Georg Joseph Vogler abbé tanítványa lett. Gänsbacher főleg Georg Joseph Voglernek és tanítványaival való kapcsolatának köszönheti maradandó helyét a zenetörténetben, hiszen 1810-ben a Darmstadtban élő Voglerrel való tartózkodása alatt ismerkedett meg Carl Maria von Weberrel és Giacomo Meyerbeerrel. A három fiatal zenész között szoros barátság alakult ki, amely haláláig tartott.
Johann Baptist Gänsbacher 1823-1824-ben annak az 50 zeneszerzőnek egyike volt, aki Anton Diabelli egyik keringőjére komponált egy variációt a Vaterländischer Künstlerverein számára.
Bécsben 1823-tól haláláig a Szent István-székesegyház zenei igazgatója volt.
Kompozíciói nagy tehetségről és teljesítményről tanúskodtak, főleg egyházzenei művekből álltak: 17 mise, litániák, motetták, offertóriumok stb. Egyházi művei mellett több szonátát, egy szimfóniát és egy-két kisebb drámai jellegű művet is írt.

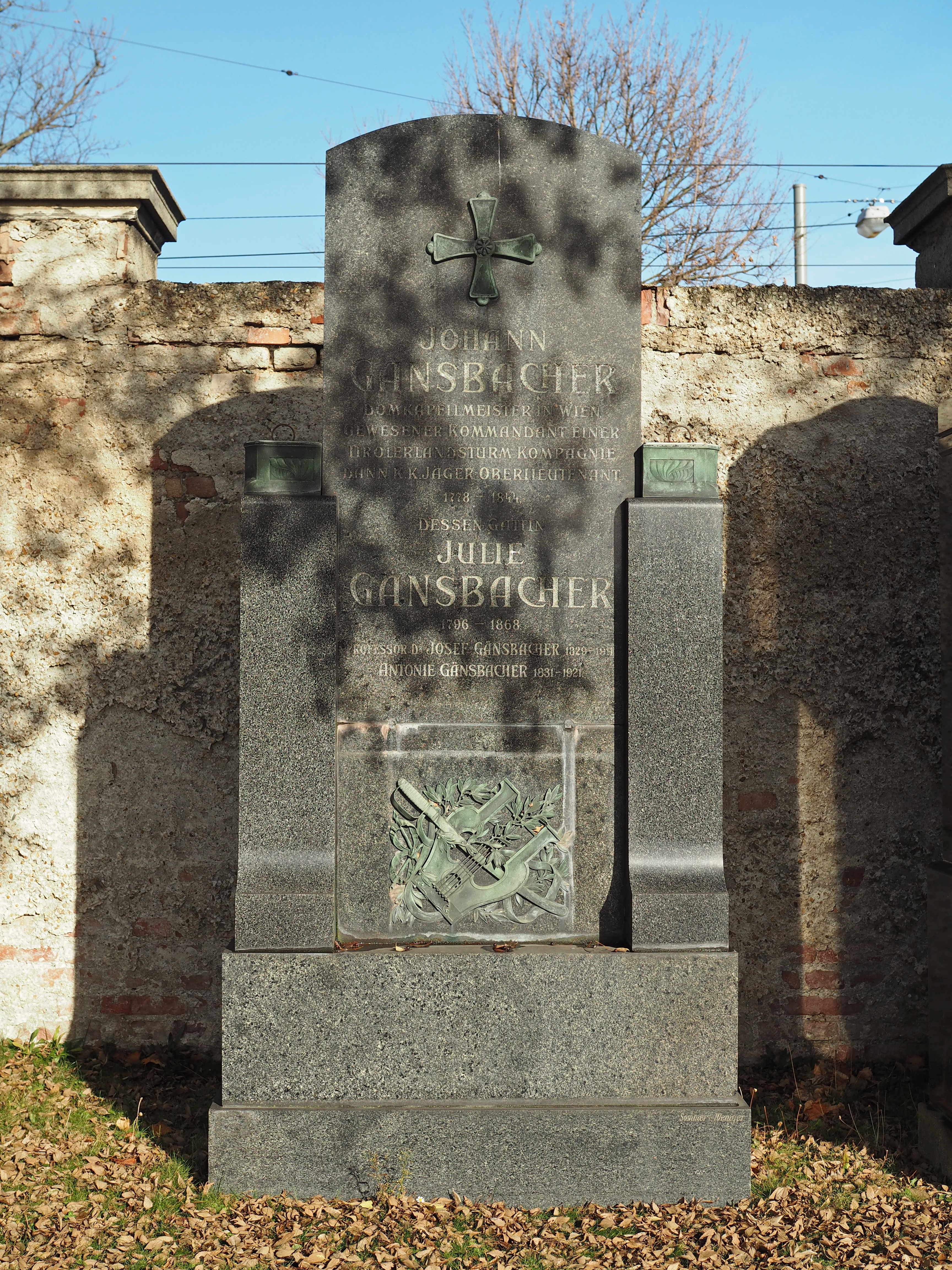
Johann Gänsbacher sírja a bécsi központi temetőben (Wiener Zentralfriedhof)

Meghalt 1844. július 13-án Bécsben, Ausztriában.